# Win-loss record

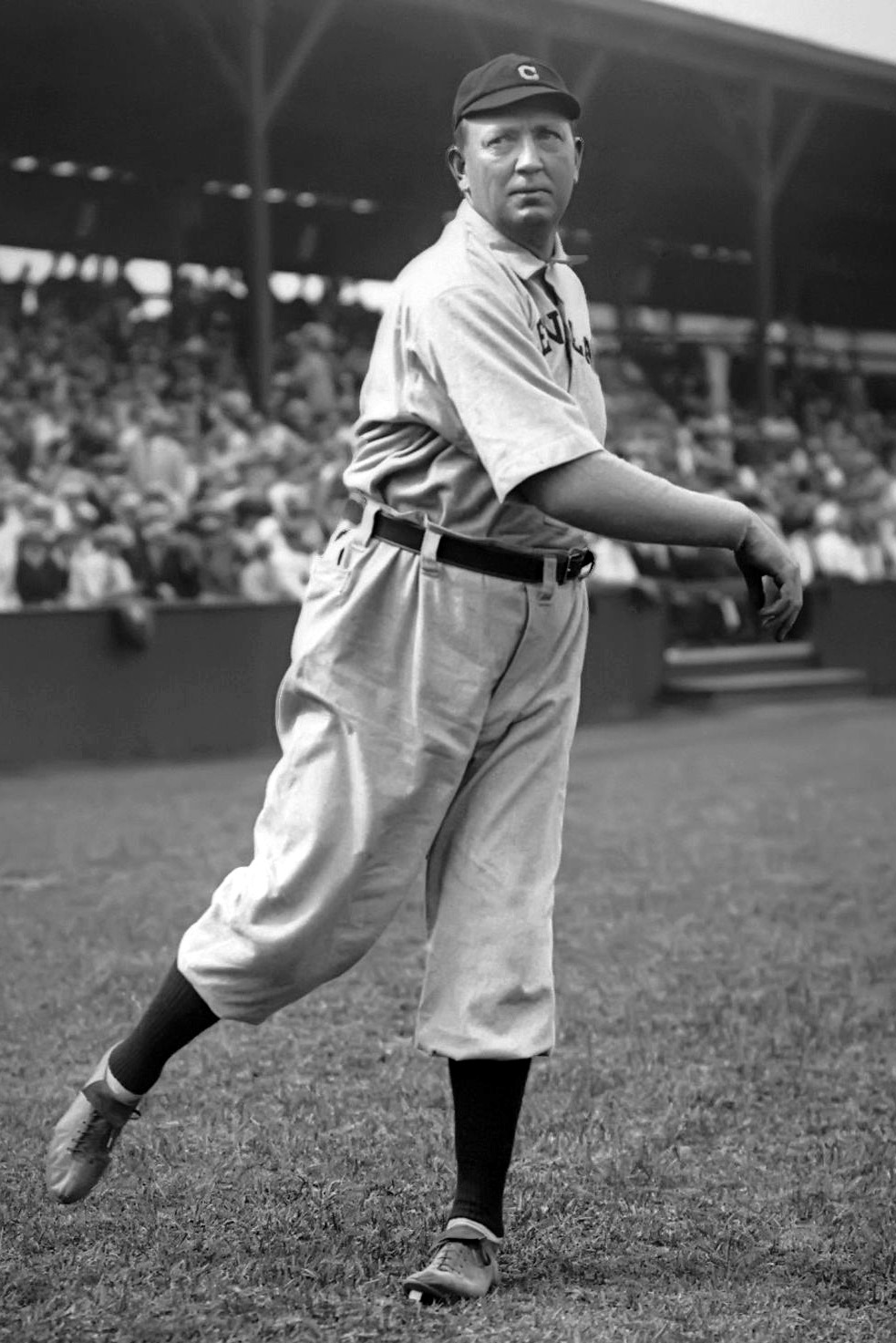
Cy Young – lider w klasyfikacji wszech czasów pod względem zwycięstw w MLB (w sumie 511).

Win-loss record – w zawodowym baseballu statystyka dla miotaczy, określająca ich wygraną (w skrócie W) lub przegraną (L) w danym meczu.
Wygraną przypisuje się miotaczom, którzy:
1. rozegrali co najmniej pięć inningów, przy meczu trwającym minimum sześć inningów, a w momencie jego zejścia zespół wygrywał i ostatecznie zwyciężył
2. rozegrali co najmniej cztery inningi, przy meczu trwającym minimum pięć inningów, a w momencie jego zejścia zespół wygrywał i ostatecznie zwyciężył

Jeśli w momencie zejścia pierwszego miotacza zespół przegrywał bądź remisował w momencie jego zejścia, wygraną przypisuje się rezerwowemu miotaczowi, który podczas swojej zmiany doprowadził do ostatecznej wygranej zespołu.
Przegraną przypisuje się miotaczowi, który
1. jest odpowiedzialny za zdobycie baz lub runów przez drużynę atakującą, a w momencie jego zejścia zespół przegrywał i ostatecznie poniósł porażkę
2. jest odpowiedzialny za zdobycie baz lub runów, a po jego zejściu zespół prowadził lub remisował i ostatecznie poniósł porażkę.
Przykład: 13 kwietnia 2007 roku w meczu Chicago Cubs – Cincinnati Reds, na początku 5. zmiany przy stanie 5–4 dla Cubs wszystkie bazy były zajęte przez zawodników Reds. Carlos Zambrano został zastąpiony przez rezerwowego miotacza Willa Ohmana. Wkrótce potem Reds zdobyli dwa runy i wyszli na prowadzenie 6–5 (ostatecznie odnieśli zwycięstwo). Porażkę w tej sytuacji zapisuje się Zambrano gdyż był odpowiedzialny za zajęcie przez przeciwnika trzech baz[1].

## Rekordy
Najwięcej zwycięstw w jednym sezonie MLB uzyskał Old Hoss Radbourn, który grając dla Providence Grays w 1884 roku osiągnął ich 59.
Powszechnie uważa się, że wszelkie rekordy miotaczy dotyczące zwycięstw są przy obecnej specyfice gry (miotacz rozpoczynający mecz gra tylko co piąte spotkanie, ponad 10 miotaczy w składzie) właściwie niemożliwe do pobicia. W ostatnich 100 sezonach MLB tylko 8 razy osiągnięto co najmniej 30 zwycięstw, a ostatni raz zdarzyło się to w 1968 roku, gdy Denny McLain miał ich 31. Występujący w MLB w 2012 roku 49-letni Jamie Moyer zdołał podczas 25 sezonów osiągnąć 269 zwycięstw. Rekordzistą jest Cy Young z 511 wygranymi (lata 1890-1911).
Poniższa lista pokazuje rekordową liczbę zwycięstw w sezonie uzyskaną przez miotacza w poszczególnych dziesięcioleciach:
- lata 1871-1880: 47
- lata 1881-1890: 59
- lata 1891-1900: 44
- lata 1901-1910: 41
- lata 1911-1920: 36
- lata 1921-1930: 28
- lata 1931-1940: 31
- lata 1941-1950: 29
- lata 1951-1960: 28
- lata 1961-1970: 31
- lata 1971-1980: 27
- lata 1981-1990: 27
- lata 1991-2000: 24
- lata 2001-2012: 24